# Lucia Bosè
Lucia Bosè (Milano, 28 gennaio 1931 – Segovia, 23 marzo 2020) è stata un'attrice italiana naturalizzata spagnola, eletta Miss Italia 1947.

## Biografia

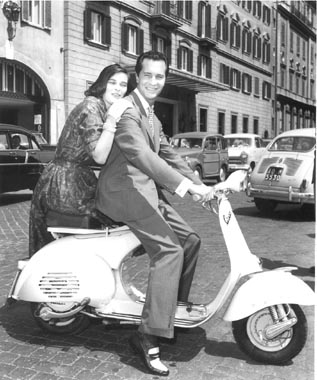
Lucia Bosè con l'allora marito Luis Miguel Dominguín

Lucia, figlia di Domenico Bosè e Francesca Borloni, era una commessa milanese della famosa Pasticceria Galli quando fu notata dal regista Luchino Visconti. Le porte del cinema si aprirono dopo il 1947 grazie alla vittoria del concorso Miss Italia a Stresa. Alla stessa edizione parteciparono altre concorrenti divenute poi famose attrici: Gianna Maria Canale, Gina Lollobrigida (classificatesi rispettivamente seconda e terza), Eleonora Rossi Drago (quarta, che fu poi esclusa perché sposata e madre) e Silvana Mangano (quinta).
Superò il provino per Riso amaro ma l'opposizione della famiglia la costrinse a rinunciare al film. Partecipò comunque ad alcune pellicole che segnarono l'affermazione del neorealismo italiano, come Non c'è pace tra gli ulivi (1950) di Giuseppe De Santis, ma soprattutto Cronaca di un amore (1950) di Antonioni per il quale fu anche La signora senza camelie (1953). In questo primo periodo fu diretta anche da Luciano Emmer e Francesco Maselli (in Gli sbandati, 1955), partecipando inoltre a diverse pellicole brillanti a fianco del suo primo fidanzato Walter Chiari. Dopo 17 film si sposò e lasciò il cinema ma rimase un popolare personaggio da rotocalco. Tornò sugli schermi alla fine degli anni sessanta, per lo più in ruoli secondari in pellicole quali Sotto il segno dello scorpione dei Taviani; Metello di Mauro Bolognini, Fellini Satyricon, di Federico Fellini.
Tra le interpretazioni successive si ricordano: Cronaca di una morte annunciata (1987), di Francesco Rosi, L'avaro (1990) di Tonino Cervi (pellicola dove venne doppiata da Angiolina Quinterno), Volevo i pantaloni (1990) di Maurizio Ponzi, I Viceré (2007) di Roberto Faenza.

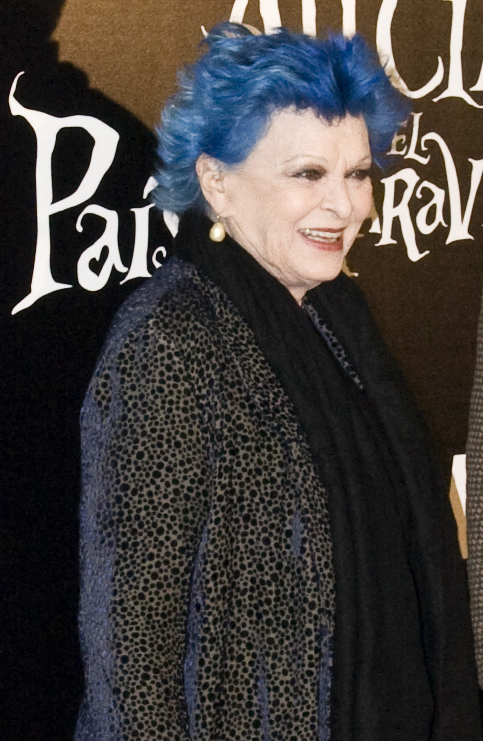
Lucia Bosè nel 2010

Sei anni più tardi sarà protagonista nel film di Paolo Benedetti e David Sordella, Alfonsina y el mar. Nel 2000 riuscì a realizzare un suo sogno di gioventù creando nella città di Turégano il Museo degli angeli, ospitante le rappresentazioni degli angeli provenienti da ogni parte del mondo. Nel 2017 ricevette il Wilde Vip European Award per l'arte e la cultura, onorificenza conferita dalla Dreams Entertainment con l'Osservatorio Parlamentare Europeo.
Morì per complicazioni da Covid-19 il 23 marzo 2020 durante il ricovero in ospedale a Segovia, in Spagna. La sua ultima apparizione in un programma televisivo italiano era stata qualche mese prima a Domenica in con Mara Venier su Rai 1. L'attrice da molti anni aveva capacità polmonari ridotte, per via della tubercolosi contratta durante l'infanzia.

## Vita privata
Lucia Bosè, dopo un lungo fidanzamento con l'attore italiano Walter Chiari, conobbe il torero Luis Miguel Dominguín che sposò nel 1955: da lui ebbe i figli Miguel, Lucia e Paola (un quarto figlio morì poco dopo la nascita). Le nozze civili furono celebrate a Las Vegas e quelle religiose in Spagna. Il matrimonio si concluse nel 1968 con la separazione, a causa delle continue infedeltà del marito.
Ebbe modo di frequentare personalità di rilievo, come Pablo Picasso, Luchino Visconti (padrino di battesimo di Miguel) ed Ernest Hemingway.
Tra i suoi nipoti c'era anche la modella Bimba Bosé, morta prematuramente di cancro al seno nel 2017, che l'aveva resa bisnonna di due femmine.

## Filmografia

### Cinema

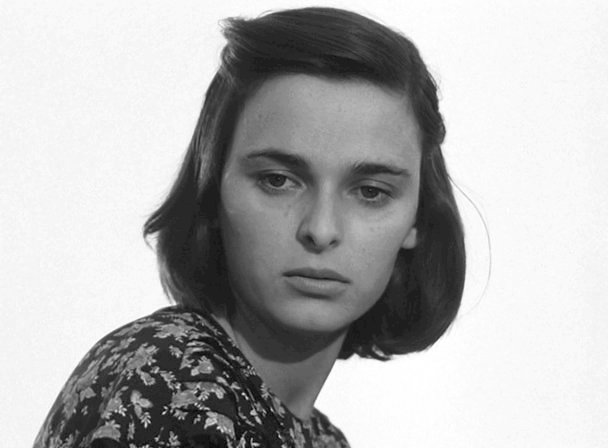
Lucia Bosè nel film Gli sbandati di F. Maselli (1955)

- Non c'è pace tra gli ulivi, regia di Giuseppe De Santis (1950)
- Cronaca di un amore, regia di Michelangelo Antonioni (1950)
- È l'amor che mi rovina, regia di Mario Soldati (1951)
- Parigi è sempre Parigi, regia di Luciano Emmer (1951)
- Le due verità, regia di Antonio Leonviola (1951)
- Le ragazze di piazza di Spagna, regia di Luciano Emmer (1952)
- Roma ore 11, regia di Giuseppe De Santis (1952)
- La signora senza camelie, regia di Michelangelo Antonioni (1953)
- Era lei che lo voleva!, regia di Marino Girolami (1953)
- Marsina stretta, episodio di Questa è la vita, regia di Aldo Fabrizi (1954)
- Tradita, regia di Mario Bonnard (1954)
- Accadde al commissariato, regia di Giorgio Simonelli (1954)
- Sinfonia d'amore, regia di Glauco Pellegrini (1954)
- Vacanze d'amore (Le village magique), regia di Jean-Paul Le Chanois (1955)
- Gli egoisti (Muerte de un ciclista), regia di Juan Antonio Bardem (1955)
- Gli sbandati, regia di Citto Maselli (1955)
- Gli amanti di domani (Cela s'appelle l'aurore), regia di Luis Buñuel (1956)
- Il testamento di Orfeo, regia di Jean Cocteau (1960)
- Nocturno 29, regia di Pedro Portabella (1968)
- No somos de piedra, regia di Manuel Summers (1968)
- Sotto il segno dello scorpione, regia di Paolo e Vittorio Taviani (1969)
- Fellini Satyricon, regia di Federico Fellini (1969)
- Del amor y otras soledades, regia di Basilio Martin Patino (1969)
- Jutrzenka, regia di Jaime Camino (1970)
- Metello, regia di Mauro Bolognini (1970)
- Ciao Gulliver, regia di Carlo Tuzii (1970)
- Equinozio, regia di Maurizio Ponzi (1971)
- Qualcosa striscia nel buio, regia di Mario Colucci (1971)
- La controfigura, regia di Romolo Guerrieri (1971)
- Arcana, regia di Giulio Questi (1972)
- L'ospite, regia di Liliana Cavani (1972)
- Un solo grande amore, regia di Claudio Guerín (1972)
- Nathalie Granger, regia di Marguerite Duras (1972)
- La colonna infame, regia di Nelo Risi (1973)
- Le vergini cavalcano la morte, regia di Jorge Grau (1973)
- Los viajes escolares, regia di Jaime Chávarri (1974)
- La profonda luce dei sensi, regia di Beni Montresor (1975)
- Per le antiche scale, regia di Mauro Bolognini (1975)
- Storia di un'amicizia tra donne, regia di Jeanne Moreau (1976)
- Violanta, regia di Daniel Schmid (1977)
- Cronaca di una morte annunciata, regia di Francesco Rosi (1987)
- Brumal, regia di Cristina Andreu (1988)
- Il bambino della luna, regia di Agustí Villaronga (1989)
- Volevo i pantaloni, regia di Maurizio Ponzi (1990)
- L'avaro, regia di Tonino Cervi (1990)
- Harem Suare, regia di Ferzan Özpetek (1999)
- I Viceré, regia di Roberto Faenza (2007)
- Alfonsina y el mar - One More Time, regia di Pablo Benedetti e Davide Sordella (2013)

### Televisione
- Por los caminos de España – serie TV (1966)
- La señora García se confiesa – serie TV, 7 episodi (1976-1977)
- Mon enfant, ma mère – film TV (1981)
- La Certosa di Parma – miniserie TV (1982)
- Il gorilla – serie TV, 1 episodio (1990)
- Il coraggio di Anna – miniserie TV (1992)
- Capri 3 – serie TV (2010)

## Doppiatrici
- Rosetta Calavetta in Cronaca di un amore, È l'amor che mi rovina, Accadde al commissariato, Questa è la vita
- Rita Savagnone in Un solo grande amore, Qualcosa striscia nel buio, Metello
- Andreina Pagnani in La signora senza camelie, Tradita
- Lydia Simoneschi in Vacanze d'amore, Gli amanti di domani
- Marzia Ubaldi I Viceré e nelle ultime puntate di Capri 3
- Lydia Alfonsi in Non c'è pace tra gli ulivi
- Gabriella Genta in Le ragazze di piazza di Spagna
- Dhia Cristiani in Era lei che lo voleva
- Angiolina Quinterno in L'avaro

## Opere
- Poemas de Somosaguas, Ediciones 99, 1972 ISBN 9788471160065